# 잴림 치카예프
잴림 알라노비치 치카예프(아제르바이잔어: Zəlim Alanoviç Tçkayev, 러시아어: Зелим Аланович Цкаев 젤림 알라노비치 츠카예프[*], 1999년 5월 2일~)는 아제르바이잔의 유도 선수이다. 2024년 하계 올림픽 남자 하프미들급에 참가했으며 세계 유도 선수권 대회에서 동메달 1개, 유럽 유도 선수권 대회에서 동메달 1개를 획득했다.